# 萬民四末

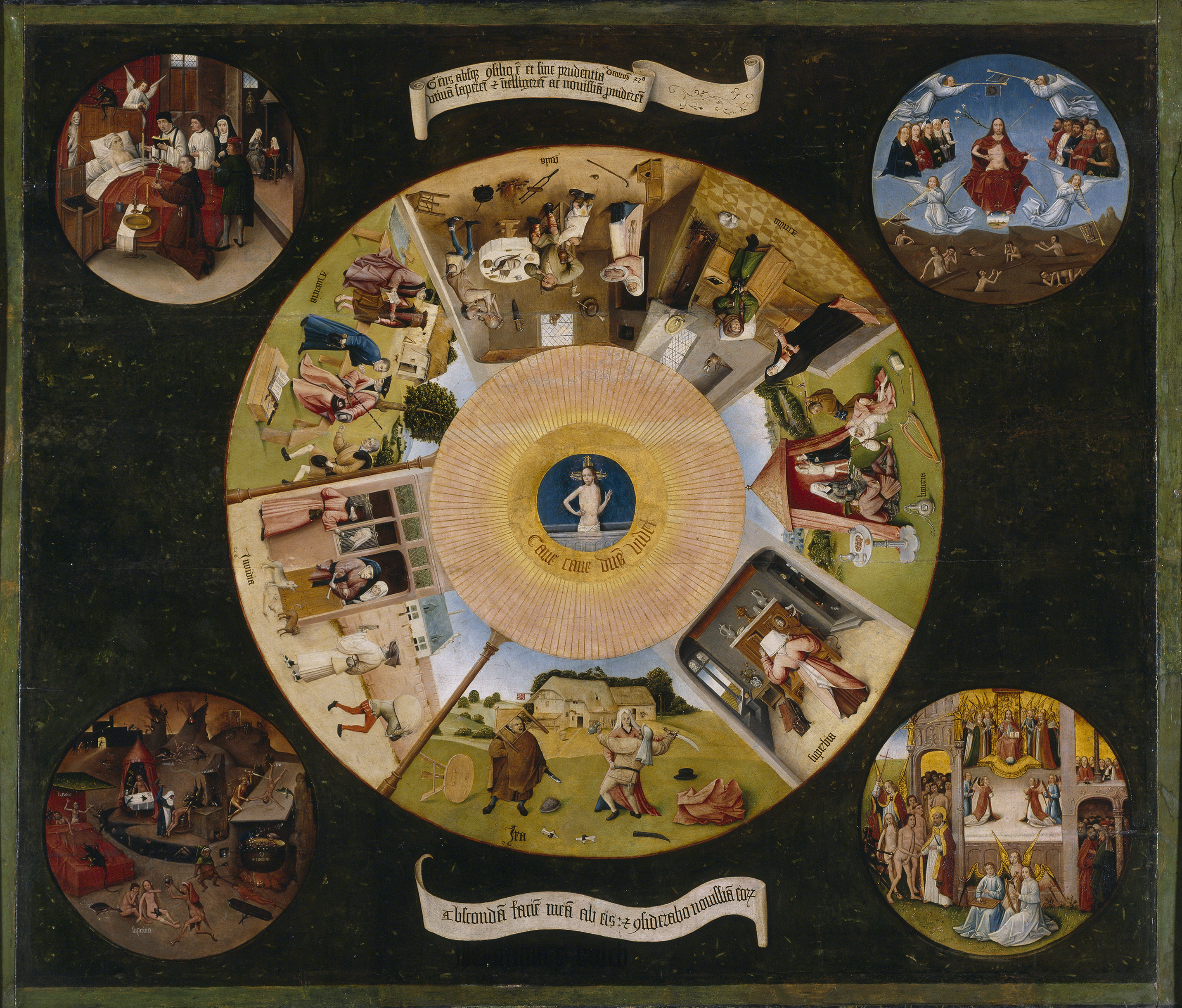
講述七罪宗（七大罪）與萬民四末的宗教畫

萬民四末（拉丁語：quattuor novissima）是一個基督宗教的概念，尤其得到天主教會強調，是天主教教理的一部分。萬民四末具體是指人死後將面臨的四件事。即死亡、審判、天堂、地獄。
萬民四末的意涵是，人最終都會走向死亡，當人死亡時，靈魂到天主台面前接受審判。而審判分為兩種：私審判和最後審判。在人過世後即行私審判，世界末日來臨時，會有最後的審判。在最後的審判之前，死者將復活，義人與不義的人將復生，所有的人都將受審判，包括受私審判的人也會受審判，耶穌會親自審判所有的義人及不義之人之靈魂。如果靈魂有大罪，即下地獄。如果靈魂無大罪或小罪，即升天堂。如果靈魂無大罪，但有小罪，在到達天堂前，即到煉獄受煉淨。